# Matthias Versluis
Matthias Versluis (Genolier, Suiza, 18 de julio de 1994) es un deportista finlandés que compite en patinaje artístico, en la modalidad de danza sobre hielo. Ganó una medalla de bronce en el Campeonato Europeo de Patinaje Artístico sobre Hielo de 2023.

## Palmarés internacional
| Campeonato Europeo | Campeonato Europeo | Campeonato Europeo | Campeonato Europeo |
| Año                | Lugar              | Medalla            | Categoría          |
| ------------------ | ------------------ | ------------------ | ------------------ |
| 2023               | Espoo (Finlandia)  | Medalla de bronce  | Danza sobre hielo  |